# Фрид, Любовь Соломоновна
Любовь Соломоновна Фрид (1892, Пуховичи, Минская губерния — 1991, Москва) — советский педагог, теоретик и практик культпросветработы, исследователь творчества Н. К. Крупской.

## Биография
Окончила гимназию.
С 1920 года — инспектор, заведующая сектором Московского областного отдела народного образования. С 1930 года работала на кафедре политпросветработы Академии коммунистического воспитания Наркомпроса РСФСР.
С 1938 года жила и работала в Ленинграде; заведовала кафедрой политпросветработы Коммунистического политико-просветительного института имени Крупской. С июля 1941 года, с преобразованием Коммунистического политико-просветительного института в Библиотечный институт, назначена его директором (по февраль 1942).
В 1942—1945 годы — директор Рязанского педагогического института.
В 1944—1951 годы заведовала кафедрой педагогики и психологии Московского института культуры.

## Научная деятельность
Автор свыше 20 научных работ.

### Избранные труды
- Как обучать грамоте по букварю «Наша сила — наша нива» : Метод. рук. для ликвидаторов неграмотности / Сост. Л.Фрид, А.Терентьева и Н.Троицкая. — М. ; Л. : Долой неграмотность, 1926. — 46 с.
- КПСС о культурно-просветительной работе : Сб. докум. / Сост. Л. С. Фрид. — М. : Сов. Россия, 1968. — 168 с. — (Библиотечка «В помощь сельскому клубному работнику» ; № 1)
  -  — 2-е изд., доп. — М.: Сов. Россия, 1972. — 275 с. — (Библиотечка «В помощь сельскому клубному работнику»; [№ 10])
- Прежде и теперь : Рассказы к букварю «Наша сила — наша нива» / Сост. Л.Фрид; Под ред. М.Петровой и Н.Бугославской. — М. ; Л. : Долой неграмотность, 1926. — 71 с.
- Программа для школ малограмотных и общеобразовательных кружков : (По комплексному методу) / Сост. Д.Элькина и Л.Фрид. — М : Моск. губполитпросвет: Моск. ком. РКСМ, 1924. — 36 с.
  -  — 2-е изд., перераб. — [М.] : Новая Москва, 1925. — 40 с.
- Фрид Л. С. Вопросы культурно-просветительной работы в собрании педагогических сочинений Н. К. Крупской : [Учеб. пособие]. — М.: Б. и., 1962. — 36 с.
- Фрид Л. С. Культурно-просветительная работа в России в годы революции 1905—1907 годов. — М. : Госкультпросветиздат, 1956. — 48 с.
- Фрид Л. С. Культурно-просветительная работа в России в дооктябрьский период (1905—1917 гг.) : Лекции по курсу «Культ.-просвет. работа». — М.: Б. и., 1960. — 38 с.
- Фрид Л. С. Культурно-просветительная работа в России до Великой Октябрьской социалистической революции и ее роль в формировании революционного мировоззрения трудящихся масс : [Лекция по курсу «История культ.-просвет. работы»]. — М.: Б. и., 1967. — 62 с.
- Фрид Л. С. Основные принципы культурно-просветительной работы в СССР : Лекции для студентов заоч. отд-ния по курсу «Культ.-просвет. работа». — М.: Госкультпросветиздат, 1954. — 28 с.
- Фрид Л. С. Очерки по истории развития политико-просветительной работы в РСФСР : (1917—1929 гг.) / Ком. полит.-просвет. ин-т им. Н. К. Крупской. Кафедра полит.-просвет. работы. — Ленинград : Б. и., 1941. — 184 с.
- Шаг вперед : Серия рассказов к букварю «Долой неграмотность» / Составили Л. Фрид и Е. Роках; Под ред. М. Петровой и Н. Бугославской. — 2-е изд. — М.: Долой неграмотность, 1927. — 72 с.